# Горазд Охридський

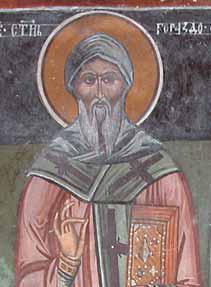
Святий Горазд. Фреска початку XVII століття

Святий Горазд — один з семи святих католицької і православної церков, архієпископ, апостол Болгарії. Учень Кирила та Мефодія.
Він народився в багатій аристократичній родині в Моравії на землях сучасної Словаччини — в місті Нітра і його околицях. Отримав ґрунтовну освіту, крім слов’янської мови знав латинську та грецьку. 
Близько 862 року приєднався до Кирила та Мефодія і супроводжував їх відтоді. Він брав участь у їхній подорожі до Риму і, як припускають, навесні 868 року разом з іншими учнями був висвячений на священика папою Адріаном II болгарським єпископом Формоза Портенські.
У 885 році Мефодій на смертному одрі оголосив його, як найкращого зі своїх 200 учнів, архієпископом та своїм наступником як главу створеної ним школи. Але з огляду на опозицію Стефана V до слов'янської літургії, він не зміг виконати поручене завдання.
Доля Горазда після цього залишається невідомою. Цілком можливо, що під час гонінь на кирило-мефодіївців він був убитий, вигнаний або проданий в рабство як і багато інших учнів Мефодія — Климента і Наума. Можливо, Горазд залишився у в'язниці або його високопоставлені родичі добилися його звільнення за умови, що він відправиться в еміграцію або залишиться під домашнім арештом.
Коли в 906 році занепала Велика Моравія, дехто вважає, що Горазд, якщо він вижив після 886 року, втік до Болгарії чи Богемії (Чехія), і є відомості, що Горазд став першим єпископом Кракова. І. Дуйчев припускав, що Горазд пізніше переховувався в князівстві Польському, на що він посилався як доказ спогадів, знайдених у календарі XIV ст., але ця гіпотеза не підтверджується в інших джерелах, а також не приписується йому авторство Віти Мефоді. Ймовірно, Горазд все ж помер у в'язниці.
Його мощі та мощі святого Ангеларія (ще одного учня Кирила та Мефодія) зберігаються в місті Белград (нині Берат) в Албанії.
У католицькій церкві він згадувався в групі семи апостолів Болгарії раніше 17 липня, а в новому Римському мартирологу 22 листопада.
Православна церква вшановує святого 27 липня.